# ادوارد آنتونی
ادوارد آنتونی (۳۱ ژانویه ۱۸۱۹–۱۴ دسامبر ۱۸۸۸) عکاس آمریکایی و یکی از بنیانگذاران شرکت «یی و اچ تی آنتونی و شرکاء» بود، که بزرگ‌ترین تولیدکننده و توزیع‌کننده لوازم عکاسی در ایالات متحده در طول قرن نوزدهم بود. ادوارد آنتونی برادر هنری تی آنتونی بود و با متیو بریدی رابطه تجاری بسیار نزدیک داشت.

## زندگی‌نامه

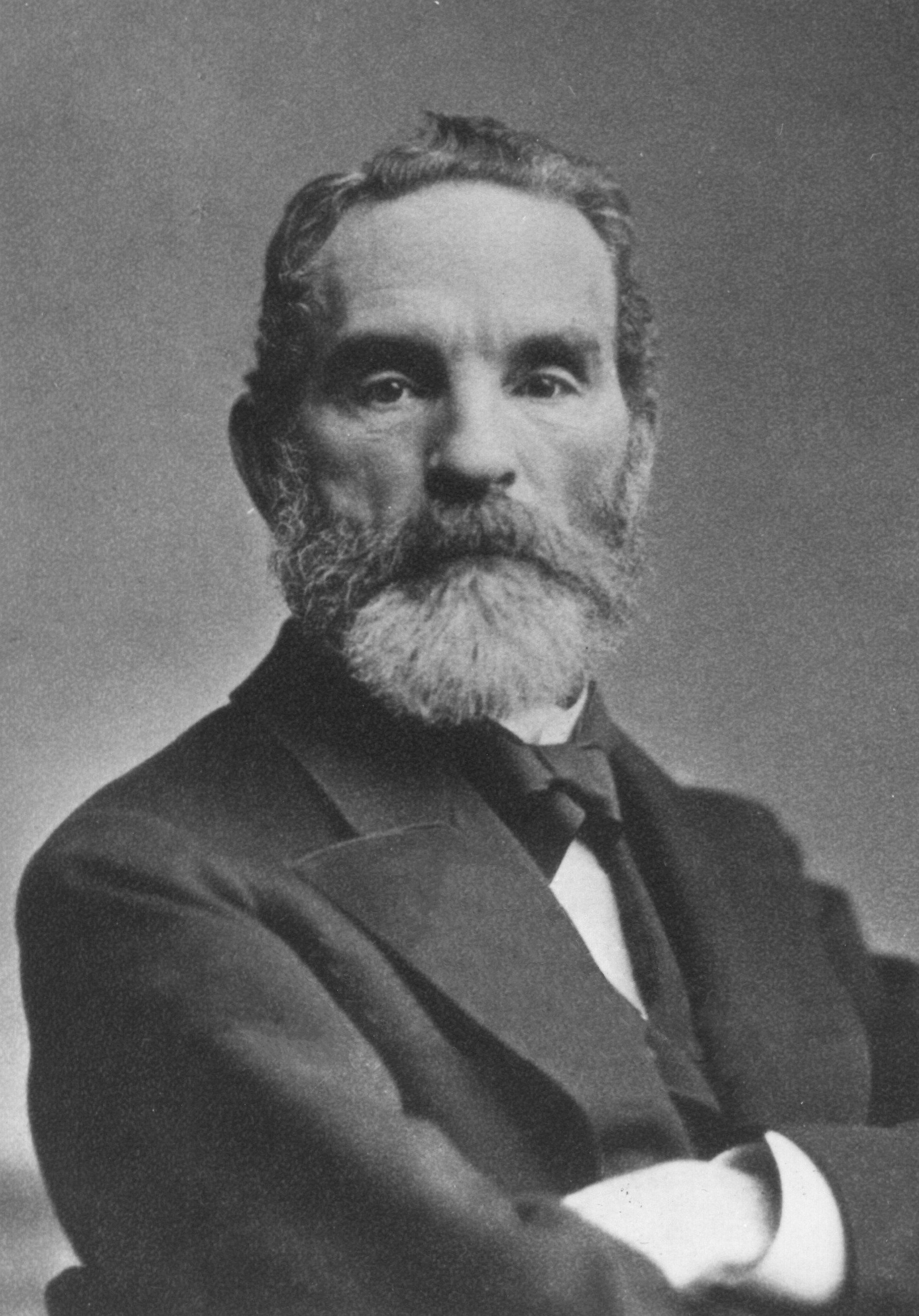
ادوارد آنتونی ۱۸۸۰

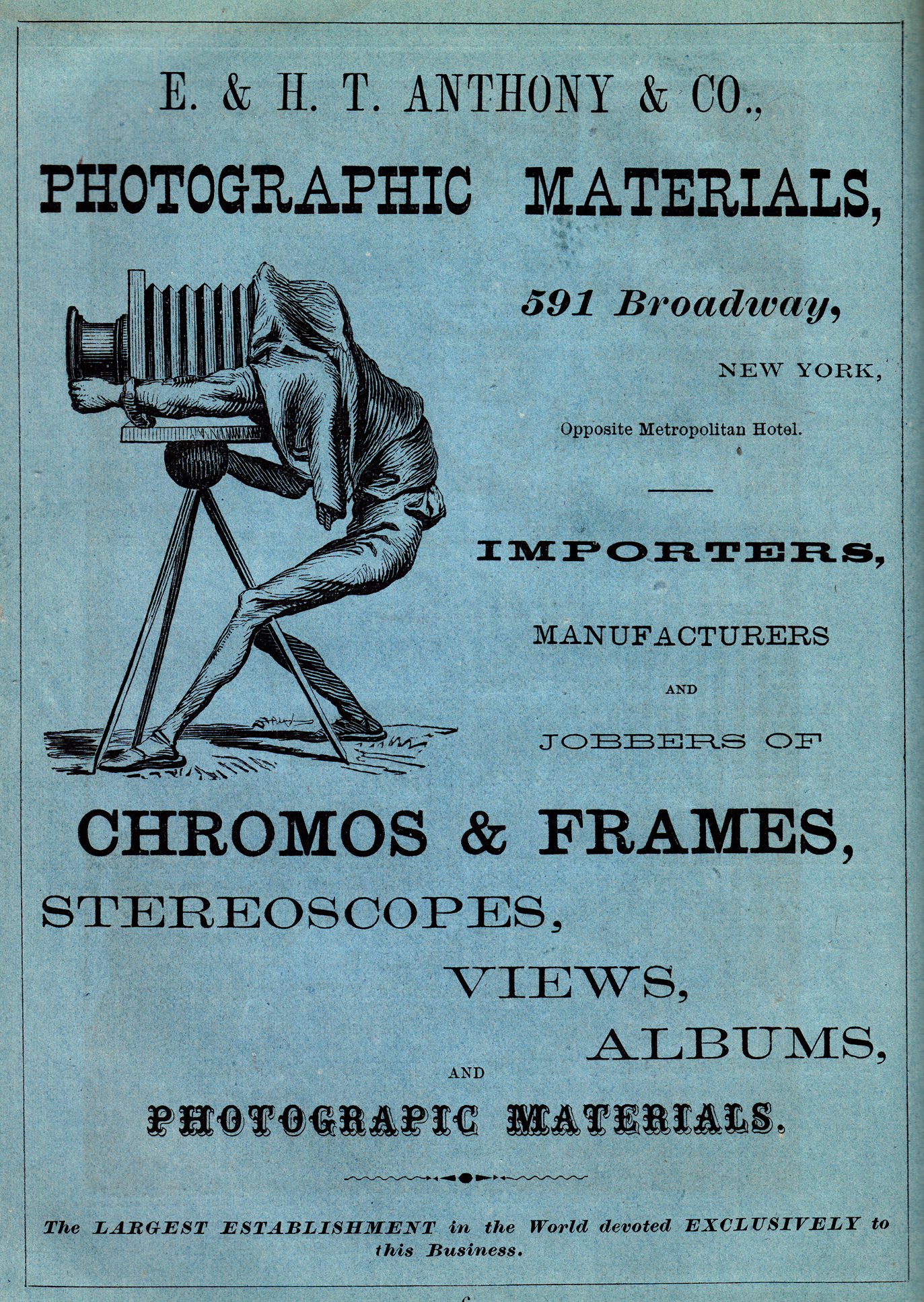
تراکت تبلیغاتی شرکت «یی اند اچ آنتونی» - ۱۸۷۰

آنتونی در شهر نیویورک متولد شد. جاکوب آنتونی، پدرش، برای سال‌ها یک کارمند خبره در ایالات متحده و صندوق‌دار بانک قدیمی ایالت نیویورک بود. این خانواده تبار خود را از آلارد آنتونی می‌گرفت، آلارد در حدود سال ۱۶۲۸ از هلند به نیو آمستردام که یکی از اعضای شورای اول مستعمره جدید بود، مهاجرت کرد. ادوارد آنتونی در سال ۱۸۳۸ از کالج کلمبیا با نتایجی عالی فارغ‌التحصیل شد، در آغاز زندگی خود به عنوان یک مهندس عمران در ساخت قنات اصلی کروتون استخدام شد، این کانالی بود که از طریق آن برای مدتها نیویورک آب آشامیدنی خالص خود را از جویبارها و استخرهای کشور تأمین می‌کند. قبل از اتمام کانال، در زمان اختلاف با بریتانیای کبیر، از وی دعوت شده بود تا پروفسور جیمز رنویک را در بررسی مرز شمال شرقی ماین همراهی کند. او برای مدتی خود را با آزمایش‌هایی در هنر جدید ساخت تصاویر با کمک نور خورشید، که تازه توسط لوئی داگر معرفی شده بود، سرگرم کرد. در طول بررسی، او تصاویر خوبی از تپه‌های امتداد خط مرزی گرفت، چیزی که در انگلستان امکانش نبود. این عکس‌ها هنوز در آرشیو در واشینگتن حفظ شده‌است. پس از اتمام بررسی، آنتونی به کار عکاسی پرداخت و پس از یک تمرین کوتاه اما موفق به تجارت و تأمین مواد مورد نیاز پرداخت. دانش عملی او کمک بی‌نظیری را در این زمینه به او کرد. به زودی خانه یی. آنتونی را در رتبه اول در نیویورک قرار داد. هنری تی آنتونی، برادرش، در سال ۱۸۵۲ به او پیوست، آنها شرکت «یی اند اچ آنتونی» را تشکیل دادند. در سال ۱۸۷۷، این شرکت با آنتونی مدیر، برادرش به عنوان معاون، و سرهنگ ویلکوکس به عنوان منشی دوباره سازمان یافت. پس از مرگ هر دو برادر، ویلکوکس مدیر آن شد، ریچارد ا. آنتونی (پسر ادوارد آنتونی) نایب رئیس و فردریک آنتونی منشی آن شدند.

## خانواده
آنتونی در سال ۱۸۴۸ با مارگارتا آر، دختر جیمز مونتگومری ازدواج کرد آنها یک پسر به نام ریچارد آ. آنتونی (متولد ۲۴ مه ۱۸۶۱) و دو دختر: جین کیپ و النور مونتگومری داشتند. ریچارد پس از دریافت مدرک کارشناسی ارشد خود از کالج راتگرز و کالج کلمبیا، به این شرکت پیوست.

## درگذشت
آنتونی یک هفته پس از حمله ناگهانی در ۱۴ دسامبر ۱۸۸۸ در اثر نارسایی قلبی درگذشت.